# Чарновонсы (станция)
Чарновонсы (пол. Czarnowąsy) — пассажирская и грузовая железнодорожная станция в селе Чарновонсы в гмине Добжень-Вельки, в Опольском воеводстве Польши. Имеет 1 платформу и 2 пути.
Станция на железнодорожной линии Ополе-Грошовице — Ельч-Лясковице — Вроцлав-Брохув была построена в 1909 году, когда село Чарновонсы (нем. Czarnowanz, Чарнованц) было в составе Германской империи.